# Ventrosa
Ventrosa is een gemeente in de Spaanse provincie en regio La Rioja met een oppervlakte van 72,93 km². Ventrosa telt 59 inwoners (1 januari 2016).

## Demografische ontwikkeling

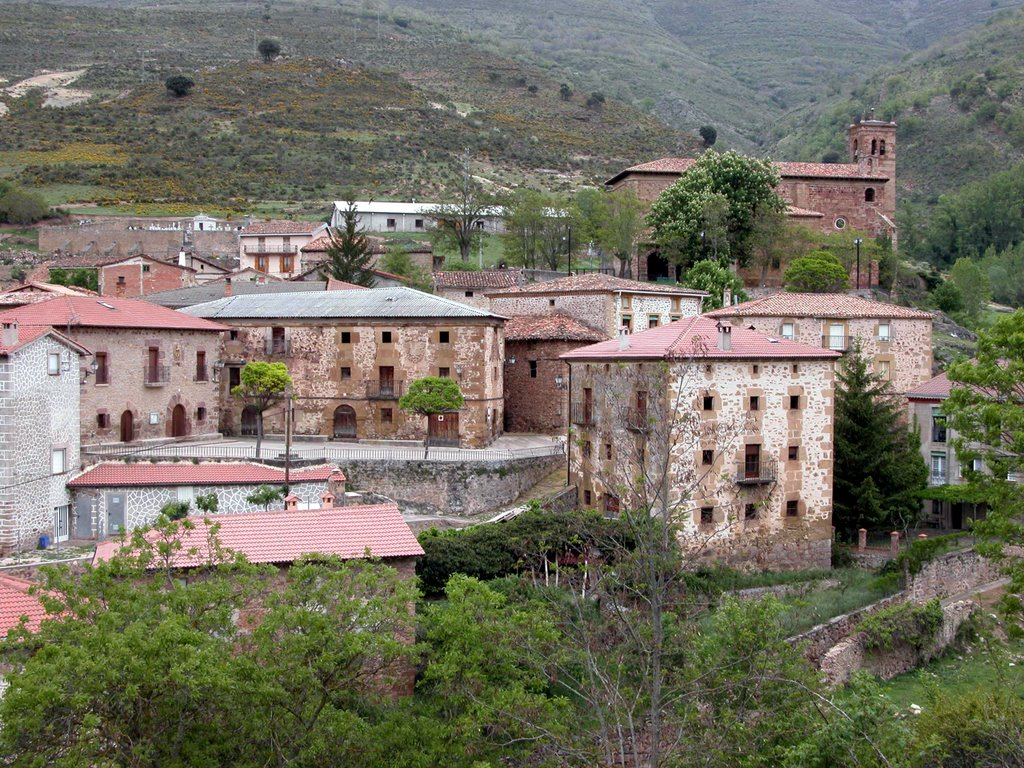

Bron: INE, 1857-2011: volkstellingen